# Herpetogramma

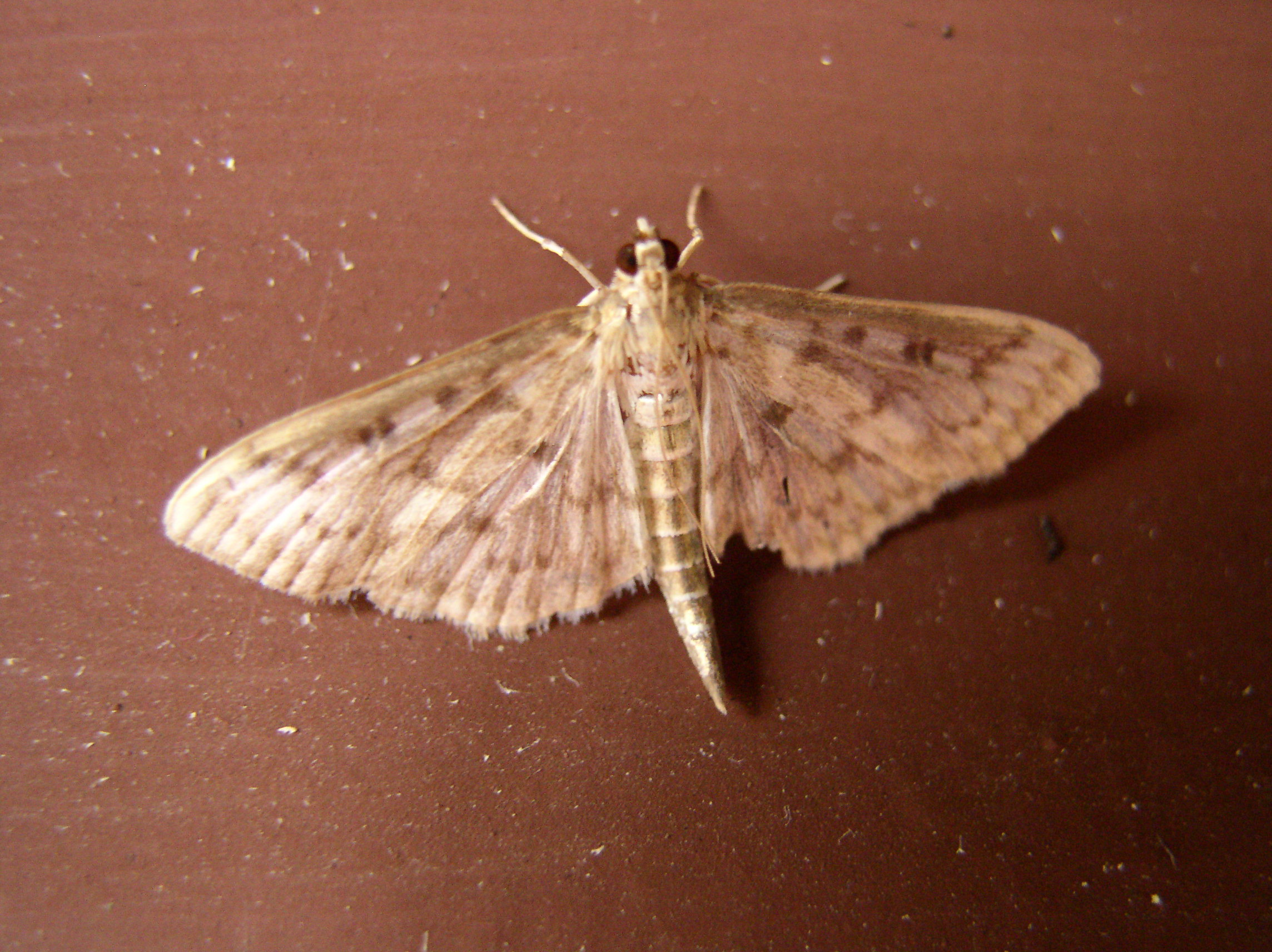
Herpetogramma abdominalis

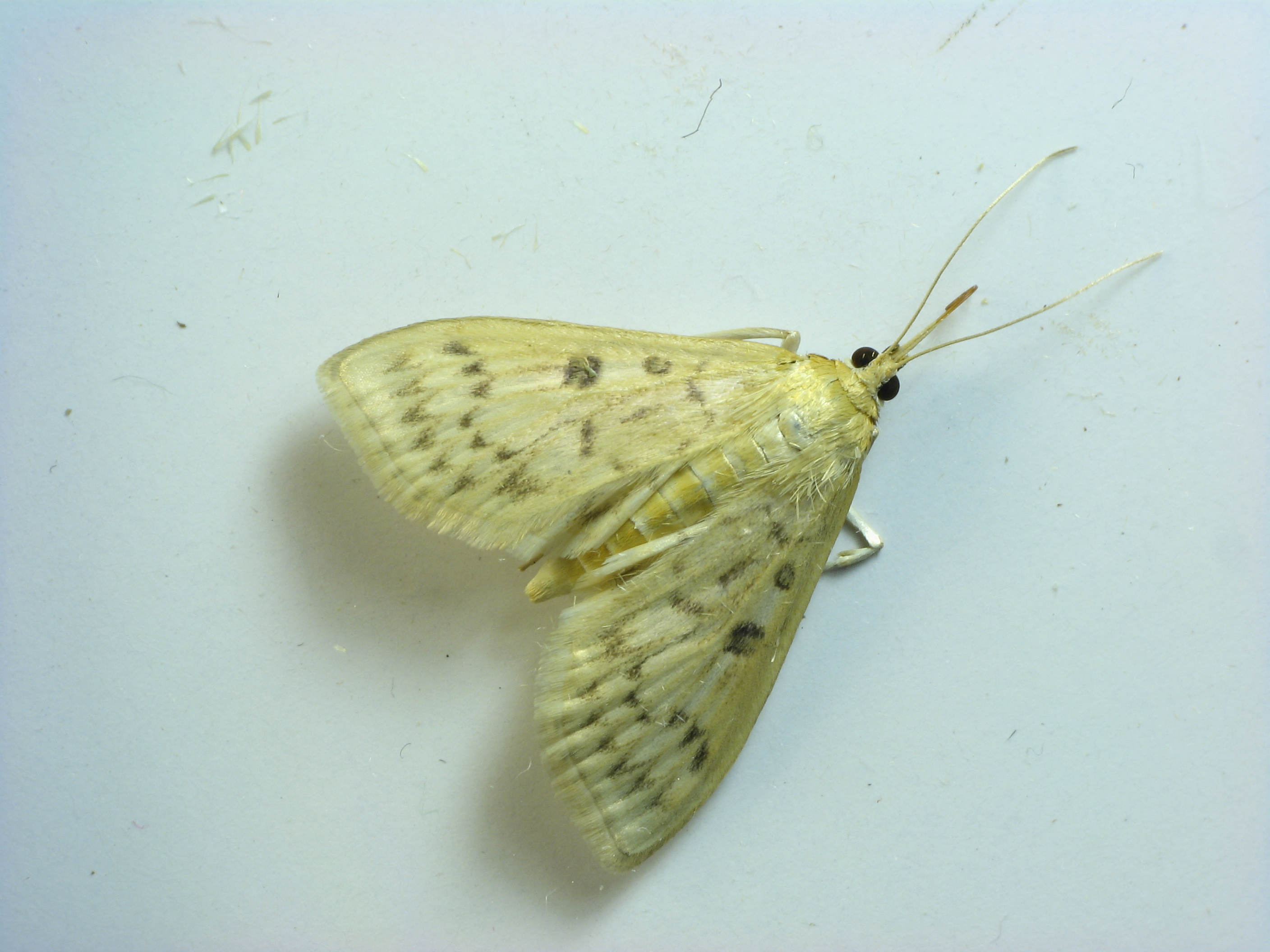
Herpetogramma sp.

Herpetogramma es un género de polillas de la familia Crambidae descrito por Julius Lederer en 1863. Comprende 106 especies. Se encuentra en Norteamérica, Eurasia, Australia, Nueva Zelanda, América central y del sur. Se sabe que algunas especie se alimentan de Poaceae.

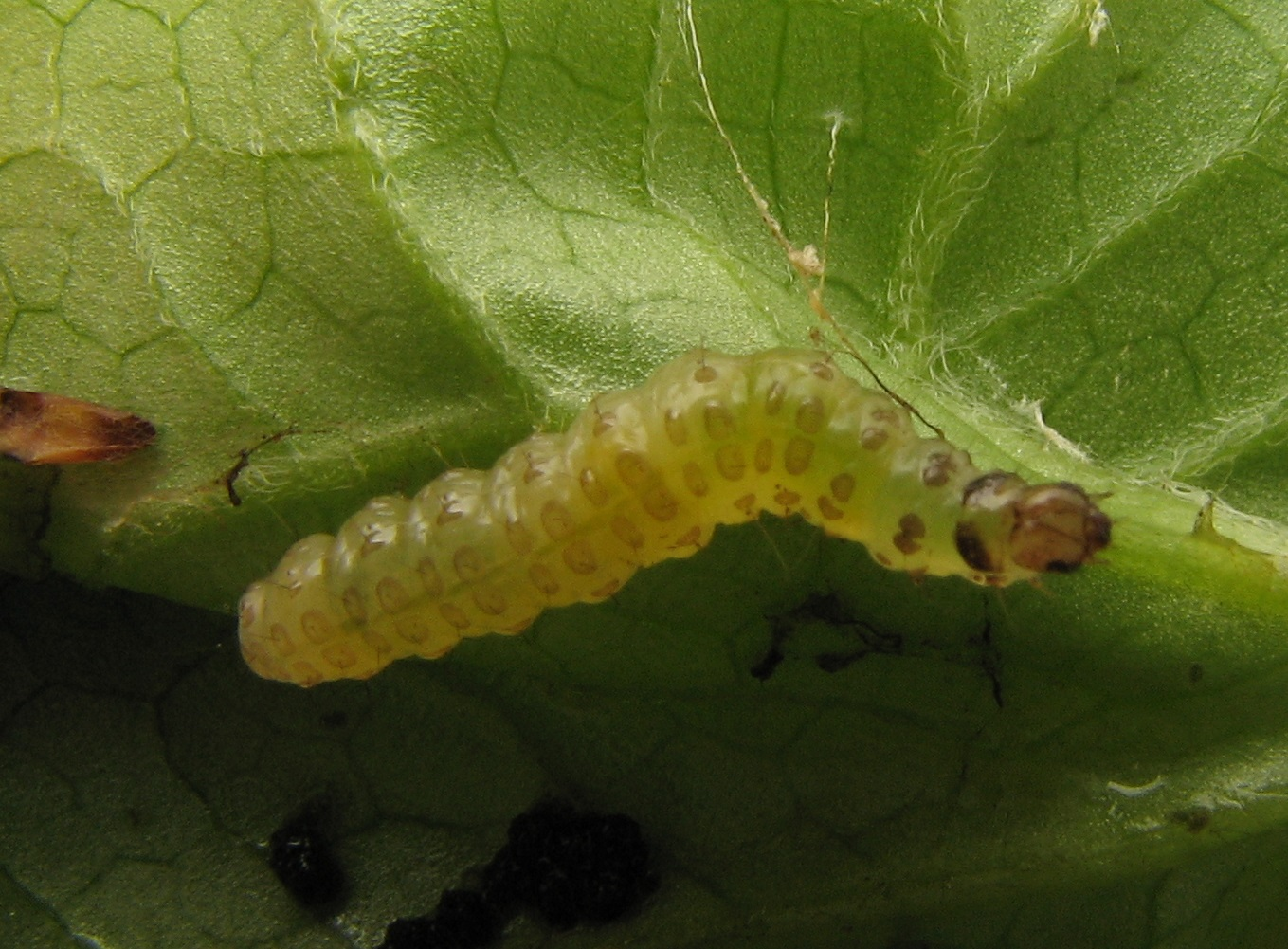
Herpetogramma aeglealis, larva, estadio temprano

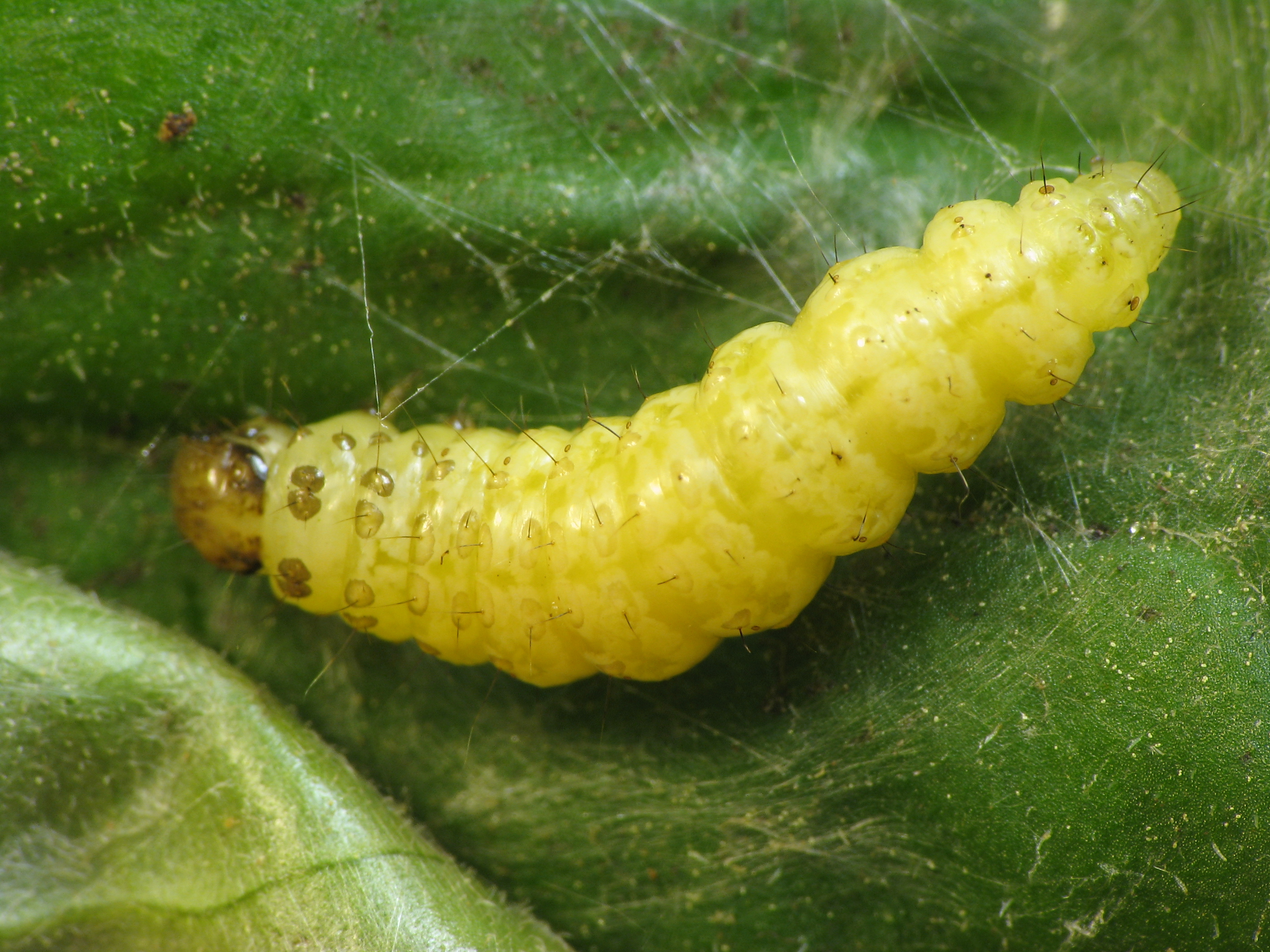
Herpetogramma aeglealis, larva, estadio tardío

## Especies
- Herpetogramma abdominalis (Zeller, 1872)
- Herpetogramma acyptera (Hampson, 1899)
- Herpetogramma aeglealis (Walker, 1859)
- Herpetogramma agavealis (Walker, 1859)
- Herpetogramma albicilia (Hampson, 1913)
- Herpetogramma albipennis Inoue, 2000
- Herpetogramma albivitta (Hampson, 1913)
- Herpetogramma ambitalis (Rebel, 1924)
- Herpetogramma amselalis Munroe, 1995
- Herpetogramma antillalis (Schaus, 1920)
- Herpetogramma atrirenalis (Hampson, 1912)
- Herpetogramma atropunctalis (Mabille, 1900)
- Herpetogramma barbipalpalis (Hampson, 1918)
- Herpetogramma basalis (Walker, 1866)
- Herpetogramma bermudalis (Dyar, 1915)
- Herpetogramma biconvexa (Wan, Lu & Du in Lu, Wan & Du, 2019)
- Herpetogramma bipunctalis (Fabricius, 1794)
- Herpetogramma brachyacantha Lu, Wan & Du, 2019
- Herpetogramma brunnealis (Hampson, 1913)
- Herpetogramma centrostrigalis (Stephens, 1934)
- Herpetogramma cervinicosta (Hampson, 1918)
- Herpetogramma circumflexalis Guenée, 1854
- Herpetogramma cleoropa (Meyrick, 1934)
- Herpetogramma continualis J. C. Shaffer & Munroe, 2007
- Herpetogramma coptobasalis (Hampson, 1899)
- Herpetogramma cora (Dyar, 1914)
- Herpetogramma couteneyi Guillermet, 2008
- Herpetogramma cynaralis (Walker, 1859)
- Herpetogramma debressyi Guillermet, 2008
- Herpetogramma decora (Dyar, 1914)
- Herpetogramma desmioides (Hampson, 1899)
- Herpetogramma dilatatipes (Walker, 1866)
- Herpetogramma elongalis (Warren, 1892)
- Herpetogramma emphatica (Dyar, 1926)
- Herpetogramma exculta (T. P. Lucas, 1892)
- Herpetogramma fascinalis (Amsel, 1950)
- Herpetogramma fimbrialis (Dognin, 1904)
- Herpetogramma fluctuosalis (Lederer, 1863)
- Herpetogramma fuscescens (Warren, 1892)
- Herpetogramma gnamptoceralis (Hampson, 1917)
- Herpetogramma grisealis (Snellen, 1875)
- Herpetogramma griseolineata (Mabille, 1900)
- Herpetogramma hipponalis (Walker, 1859)
- Herpetogramma hirsuta (Dognin, 1903)
- Herpetogramma holochrysis (Hampson, 1913)
- Herpetogramma holophaea (Hampson, 1899)
- Herpetogramma hoozana (Strand, 1918)
- Herpetogramma infuscalis (Guenée, 1854)
- Herpetogramma obscurior Munroe, 1963
- Herpetogramma ochrimaculalis (South in Leech & South, 1901)
- Herpetogramma ochrotinctalis Inoue, 1982
- Herpetogramma okamotoi Yamanaka, 1976
- Herpetogramma olivescens (Warren, 1892)
- Herpetogramma omphalobasis (Hampson, 1899)
- Herpetogramma ottonalis (Semper, 1899)
- Herpetogramma pachycera (Hampson, 1899)
- Herpetogramma pacificalis (Hampson, 1912)
- Herpetogramma palaealis Denis & Schiffermüller, 1775
- Herpetogramma pallidalis (Hampson, 1913)
- Herpetogramma pertextalis (Lederer, 1863)
- Herpetogramma phaeopteralis (Guenée, 1854)
- Herpetogramma phthorosticta (Meyrick, 1929)
- Herpetogramma piasusalis (Walker, 1859)
- Herpetogramma platycapna (Meyrick, 1897)
- Herpetogramma pseudomagna Yamanaka, 1976
- Herpetogramma retrorsalis (Hampson, 1918)
- Herpetogramma rudis (Warren, 1892)
- Herpetogramma salbialis (Hampson, 1899)
- Herpetogramma schausi Munroe, 1995
- Herpetogramma semilaniata (Hampson, 1895)
- Herpetogramma servalis Lederer, 1863
- Herpetogramma sphingealis Handfield and Handfield, 2011
- Herpetogramma straminea (Hampson, 1913)
- Herpetogramma straminealis (Dognin, 1905)
- Herpetogramma stramineata (Hampson, 1912)
- Herpetogramma stultalis (Walker, 1859)
- Herpetogramma subalbescens (Swinhoe, 1894)
- Herpetogramma submarginalis (Swinhoe, 1901)
- Herpetogramma subnitens (Schaus, 1920)
- Herpetogramma tenella (Hampson, 1897)
- Herpetogramma theseusalis (Walker, 1859)
- Herpetogramma thestealis (Walker, 1859)
- Herpetogramma tominagai Yamanaka, 2003
- Herpetogramma vacheri Guillermet, 2008
- Herpetogramma verminalis (Guenée, 1854)
- Herpetogramma yaeyamense Yamanaka, 2003
- Herpetogramma zophosticta (Turner, 1915)

## Antiguas especies
- Herpetogramma mahensis (T. B. Fletcher, 1910)